# 真剣白刃取り
真剣白刃取り（しんけんしらはどり）は、頭の上に振り下ろされた刀を両手の平で合わせるように挟んで受け止める防ぎ方である。観客を唸らせるための「見せる技」で、頭上寸前で寸止めする約束のもとに行われる。柳生新陰流の無刀取りと同じものとされることもあるが、無刀取りは先に相手の懐に飛び込み、刀が勢いを付けて振り下ろされる前に取り押さえるという、より現実的な技である。
この技は言うまでもなく実際には実行困難な、極めて危険な技であり、絶対に真似してはいけないとされている。講談や剣豪小説などの純然たるフィクションで、作中における超人的な人々が用いる場合が多く、それも危機一髪でかろうじて成功するというストーリーが多い。

## 演武
極真会館所属時の中村忠や大山茂によって第2回オープントーナメント全日本空手道選手権大会以降度々公開された。
宮本武蔵円明流判官派高橋華王伝第15代の茂山雅司が、国内では真剣白刃取りが行える人として紹介されている。

## 時代劇
1981年の映画『魔界転生』では、柳生十兵衛（千葉真一）と父・柳生宗矩（若山富三郎）がクライマックスの決闘にて、無刀取りでなく十兵衛が宗矩の刃を真剣白刃取りで防ぐ様が描かれている。
1987年のNHK大河ドラマ『独眼竜政宗』の第45回「ふたりの父」（1987年11月8日初回放送）にて、徳川家康（津川雅彦）に勘当された松平忠輝（真田広之）をとりなそうと家康の屋敷に乗り込んだ伊達政宗（渡辺謙）が柳生宗矩（石橋蓮司）に通せんぼされ、怒った政宗が刀を抜いて宗矩に斬り掛かった所で、宗矩に柳生流真剣白刃取りで防がれる場面が描かれている（真剣白刃取りの間はスローモーションで流された）。